# ردهیل، ساری
longitudeردهیل، ساریlatitudeردهیل، ساری
ردهیل، سوری (به انگلیسی: Redhill, Surrey) شهری در کشور انگلستان است که این کشور خود بخشی از بریتانیا محسوب می‌شود. این شهر در سال ۱۹۹۱ میلادی ۵۰٫۴۳۶ نفر جمعیت داشته و در سرشماری سال ۲۰۰۱ جمعیت آن به ۵۰٫۴۳۶ نفر رسیده‌است. میزان رشد سالانهٔ جمعیت ردهیل، سوری ‎۰٫۰۵ درصد می‌باشد و جمعیت این شهر در سال ۲۰۱۲ به ۵۰٫۳۵۶ نفر تغییر یافت.